# Палупере
Па́лупере (ест. Palupere küla) — село в Естонії, у волості Йиґева повіту Йиґевамаа.

## Населення
Чисельність населення на 31 грудня 2011 року становила 32 особи.

## Географія
Село розташоване на відстані приблизно 16 км на північний схід від міста Йиґева та 8 км — від селища Лайузе.
Дістатися села можна автошляхом 36 (Йиґева — Муствее), повертаючи на південний схід від села Лайузевялья.
Поблизу села течуть два струмки: Лайузе (Laiuse oja) та Карусілла (Karusilla oja).